# 细肋肌蛤
细肋肌蛤（学名：Musculus mirandus），是贻贝目壳菜蛤科边纲蛤属的一种。主要分布于中国大陆，常栖息在潮间带至潮下带64米。